# Björn (voornaam)
Björn is een Scandinavische voornaam, met de betekenis beer. 
Men schrijft Björn in het Zweeds en het IJslands en Bjørn in het Noors en het Deens. In het oud Engels werd het geschreven als Beorn. De variant in Finland is Karhu.

In Nederland wordt de naam ook wel met een o in plaats van een ö geschreven. 

## Varianten
De West-Germaanse variant van Björn is Bernhard.

## Enkele bekende naamdragers
- Bjorn Blommerde
- Björn Borg
- Bjørnstjerne Bjørnson
- Björn Ulvaeus
- Björn Kuipers